# Cantón Otavalo
El cantón Otavalo es una entidad territorial subnacional ecuatoriana, de la Provincia de Imbabura. Se ubica al norte de la Región Sierra. Su cabecera cantonal es la ciudad de Otavalo, lugar donde se agrupa gran parte de su población total.

## Organización territorial
La ciudad y el cantón Otavalo, al igual que las demás localidades ecuatorianas, se rige por una municipalidad según lo estipulado en la Constitución Política Nacional. La Municipalidad de Otavalo es una entidad de gobierno seccional que administra el cantón de forma autónoma al gobierno central. La municipalidad está organizada por la separación de poderes de carácter ejecutivo representado por el alcalde, y otro de carácter legislativo conformado por los miembros del concejo cantonal. El Alcalde es la máxima autoridad administrativa y política del Cantón Otavalo. Es la cabeza del cabildo y representante del Municipio.
El cantón se divide en parroquias que pueden ser urbanas o rurales y son representadas por las Juntas Parroquiales ante el Municipio de Otavalo.

### Parroquias Urbanas
- El Jordán

Comunidades:
Cotama, Guanansi, Gualapuro, La Compañía, Camuendo, Libertad de Azama.
- San Luis

Comunidades:
Imbabuela Alto y Bajo, Mojanda, Mojanda  Mirador, Mojandita, Taxopamba, Cuatro Esquinas.

### Parroquias Rurales
- Eugenio Espejo (Calpaquí)
- González Suárez
- Miguel Egas Cabezas (Peguche)
- San José de Quichinche
- San Juan de Ilumán
- San Pablo del Lago
- San Pedro de Pataquí
- San Rafael de la Laguna
- Selva Alegre